# Schwende-Rüte
Schwende-Rüte – gmina (niem. Bezirk) w północno-wschodniej Szwajcarii, w kantonie Appenzell Innerrhoden, w niemieckojęzycznej części kraju. 31 grudnia 2022 liczyła 6050 mieszkańców. Powstała 1 maja 2022 z połączenia gminy Schwende z gminą Rüte.